# Gmina Jackson (hrabstwo Butler, Iowa)

Położenie Gminy Jackson w hrabstwie Butler

Gmina Jackson (ang. Jackson Township) – gmina w USA, w stanie Iowa, w hrabstwie Butler. Według danych z 2000 roku gmina miała 691 mieszkańców.